# Plume de Paon
Le trophée Plume de Paon est un concours de musique bretonne organisé à Quimper depuis 1949 dans le cadre des Fêtes de Cornouaille. Son but est de mettre en valeur des répertoires de danse par les qualités d'interprétation des sonneurs, qui forment des couples comprenant une bombarde et une cornemuse (écossaise ou bretonne).
Son succès est à l'origine du championnat national des bagadoù et des concours de chant Kan ar Bobl. 
D'autres concours sont organisés dans le cadre du championnat des sonneurs, dont la finale a lieu en septembre à Gourin.

## Présentation du concours

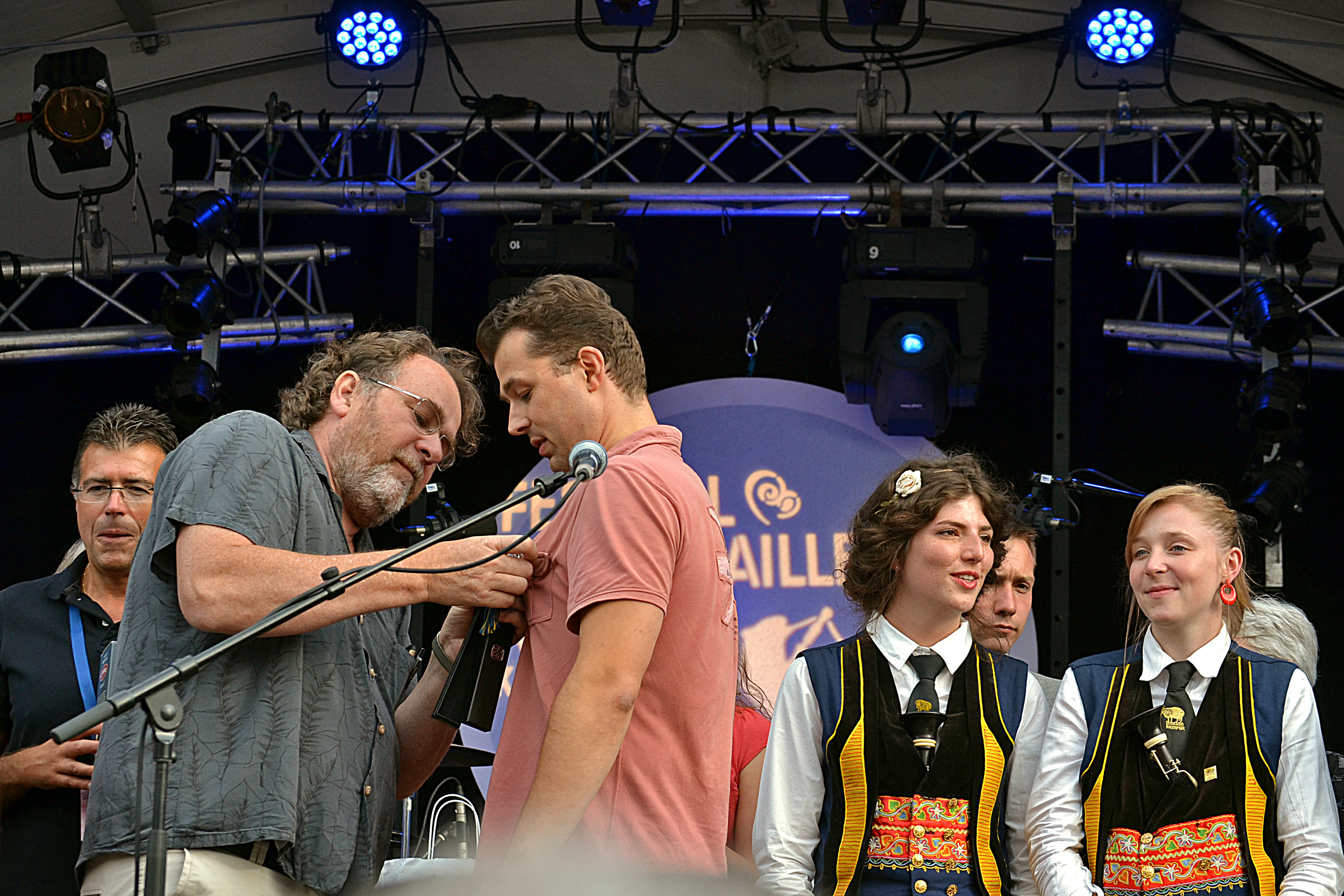
Yves Toulhoat accroche son bijou, entouré par les petites-filles d'Hervé Le Meur.

Deux danses ou suites de danses sont interprétées ; la première typique du Sud Cornouaille et la seconde au choix parmi les autres terroirs bretons. Le répertoire doit être soit traditionnel soit composé dans cet esprit. Le concours est ouvert aux deux catégories de couples de sonneurs : bombarde - biniou kozh et bombarde - cornemuse (de type écossaise). En parallèle, les sonneurs peuvent s’inscrire pour le Trophée Hervé Le Meur qui met en valeur les musiques de Sud Cornouaille. Les concurrents disposent de la scène pour une durée maximum de 15 minutes. Depuis 1966, les musiciens récompensés reçoivent un bijou d'argent en forme de plume, créé par Pierre Toulhoat, qu'ils abordent ensuite sur le plastron de leur chupen (gilet). Pour le premier concours en 1949, il réalise également un objet et en 1962 il conçoit une plume dorée.

## Histoire
La plume de paon était un motif décoratif des costumes bigoudens. Les bons sonneurs à danser étaient autorisés à porter une plume de paon à leur chapeau. Ainsi, ils étaient facilement identifiable, pour, par exemple, louer leurs services pour les noces. 

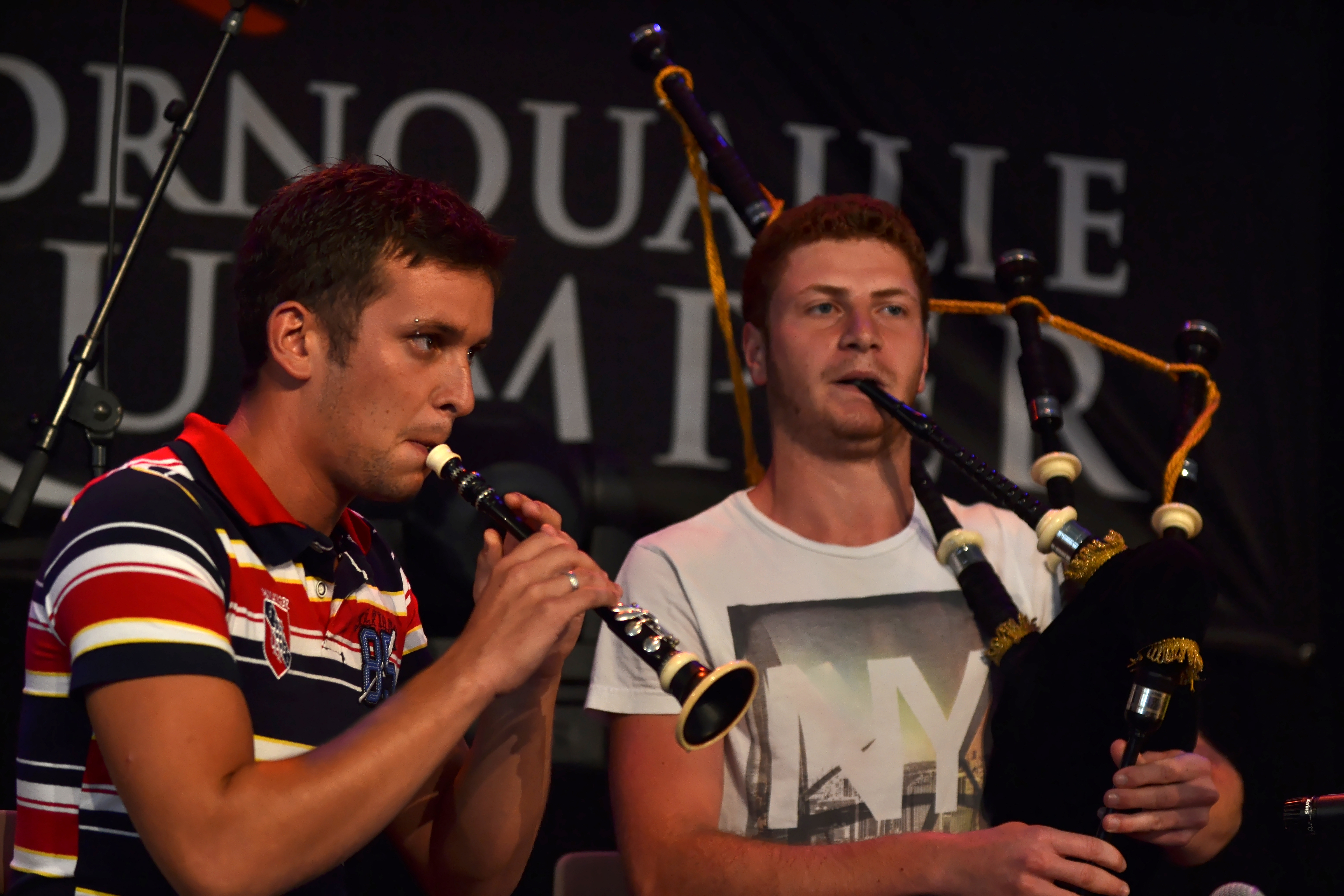
Trophée de la Plume de Paon 2013.

En parallèle de la création du championnat des bagadoù en 1949, Polig Monjarret et son assemblée des sonneurs (Bodadeg ar Sonerion) ont l'idée de mettre en place un « concours des sonneurs ». Avec le soutien de Fanch Bégot, président des Fêtes de Cornouaille, cela permet aux musiciens des « cliques constituées » (futurs bagadoù) de rencontrer les sonneurs. Le but au départ est de fournir des sonneurs d'expérience aux cercles celtiques invités, les couples de sonneurs n'étant au départ pas beaucoup mis en valeur.

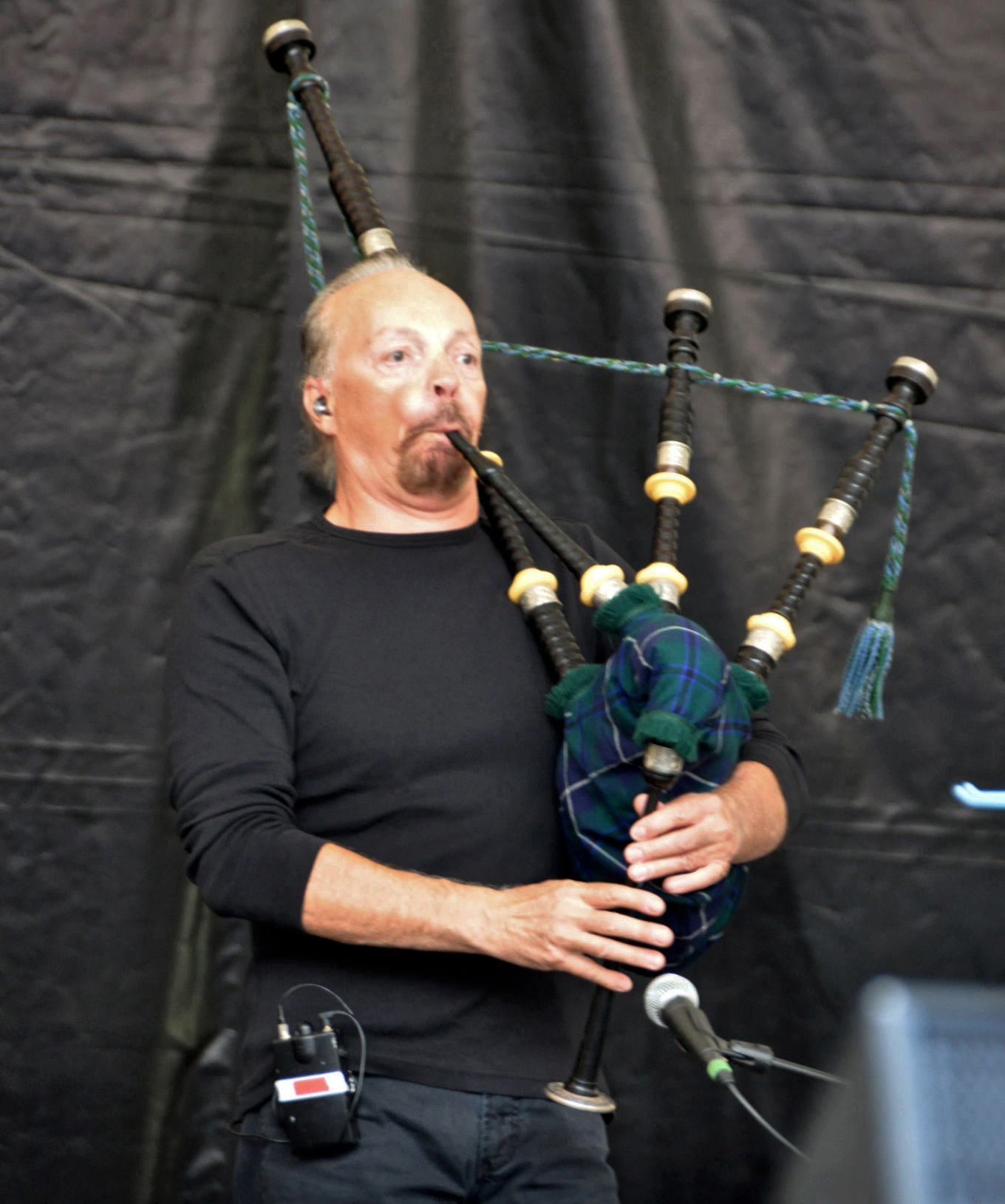
Alan Stivell remporte le prix en 1967 et 1968.

En 1958, le concours prend sa forme « officielle », organisé lors des Fêtes de Cornouaille. Depuis, son palmarès n'a cessé de s'enrichir de sonneurs de renom, de penn soners ou responsables de pupitres de bagadoù et d'habitués du podium : Serge Riou fut couronné neuf fois entre 1986 et 1998, et son père, Hervé Irvoas, fut lui six fois champion entre 1989 et 98. En 1967-1968, Alan Cochevelou, devenu Stivell, remporte le prix avec compère Youenn Sicard. En 2009, la BAS rassemble l'ensemble des lauréats à l'occasion des 60 ans de la création du concours. En 2019, pour son 70e anniversaire, le concours a lieu sous forme de fest-noz, le week-end avant le festival de Cornouaille, en présence de 42 anciens vainqueurs, dont Alan Stivell.

### Lauréats

#### Concours mixtes
- 1958 : Georges Louet / Alexandre Louet (koz)
- 1959 : Etienne Rivoallan / Georges Cadoudal (braz)
- 1960 : Etienne Rivoallan / Georges Cadoudal (braz)
- 1961 : Per Guillou / Yann Peron (koz)
- 1962 : Martial Pezennec / Sam Le Poupon (koz)
- 1963 : Martial Pezennec / Sam Le Poupon (koz)
- 1964 : René Henry / Gérard Guillemot (koz)

#### Concours Koz
- 1965 : Pierre Dicquelou / Pierre Peron
- 1966 : Martial Pezennec / Gerard Guillemot
- 1967 : Yann Drenneuc / Jean-Pierre Ellien
- 1968 : Michel Querrou / Nicole Querrou
- 1969 : Daniel L'Hermine / Yvon Olitro
- 1970 : Roger Clenet / Philippe Le Strat
- 1971 : Jean-Yves Lemaitre / Guy Jacob
- 1972 : Fanch Le Marrec / Raymond Le Roux
- 1973 : Guy Madec / Yannig Presse
- 1974 : Philippe Grellier / Jean Baron
- 1975 : Philippe Le Strat / Michel Thomas
- 1976 : Jean-Louis Le Vallégant / Daniel Miniou
- 1977 : Daniel Philippe / André Thomas
- 1978 : Michel Sohier / Laurent Bigot
- 1979 : Youenn Le Bihan / Laurent Bigot
- 1980 : Jean-Louis Le Vallégant / Daniel Miniou
- 1981 : Jean-Claude Petit / Jos Landrein
- 1982 : Jean-Pierre Helias / Bernez Le Breton
- 1983 : Gilles Léhart / Jean-Michel Alhais
- 1984 : Pierre Crépillon / Laurent Bigot
- 1985 : Roger Le Saux / Raymond Peres
- 1986 : Bernez Le Breton / Patrick Bodenes
- 1987 : Laurent Bigot / Pierre Crepillon
- 1988 : Bernez Le Breton / Marcel Lagadig
- 1989 : Serge Riou / Hervé Irvoas
- 1990 : Serge Riou / Hervé Irvoas
- 1991 : Jean-Pierre Helias / René Gonidec
- 1992 : Jean-Pierre Helias / Bernez Le Breton
- 1993 : Jean-Pierre Helias / René Gonidec
- 1994 : Serge Riou / Hervé Irvoas
- 1995 : Serge Riou / Hervé Irvoas
- 1996 : Rémi Kergosien / Didier Durassier
- 1997 : Serge Riou / Hervé Irvoas
- 1998 : Serge Riou / Hervé Irvoas
- 1999 : Jean-Pierre Helias / Bernez Le Breton
- 2000 : Rémi Kergosien  / Yvonig Le Mestr
- 2001 : Hervé Irvoas (fils) / Cédric Moign
- 2002 : Éric Ollu / David Desplanches
- 2003 : Éric Ollu / Laurent Bigot
- 2004 : Hervé Irvoas (fils) / Cédric Moign
- 2005 : Konogan An Habask / Youenn Chapalain
- 2006 : Konogan An Habask / Youenn Chapalain
- 2007 : Tangi Josset / Yannick Martin
- 2008 : Konogan An Habask / Youenn Chapalain
- 2009 : Konogan An Habask / Youenn Chapalain
- 2010 : Julien Tymen / Michel Kerveillant
- 2011 : Damien Malardé / Vincent Tanneau
- 2012 : Julien Tymen / Michel Kerveillant
- 2013 : Damien Malardé / Vincent Tanneau
- 2014 : Konogan An Habask / Youenn Chapalain
- 2015 : Rémi Kergozien / Fañch Guillou
- 2016 : Julien Tymen / Michel Kerveillant
- 2017 : Julien Tymen / Michel Kerveillant
- 2018 : Julien Tymen / Michel Kerveillant
- 2019 : Julien Tymen / Michel Kerveillant
- 2020 : pas de concours cause Covid
- 2021 : Alan Le Grand / Michel Kerveillant
- 2022 : Konogan An Habask / Fañch Guillou
- 2023 : Konogan An Habask / Fañch Guillou

#### Concours Braz
- 1965 : Jakez Oulc'hen / Bob Hasle
- 1966 : Jean-Pierre Ellien / Jean-Pierre Henry
- 1967 : Youenn Sicard / Alan Cochevelou (Alan Stivell)
- 1968 : Youenn Sicard / Alan Cochevelou
- 1969 : Yann Soubigou / Hervé Jaouen
- 1970 : Raymond Plouzennec / Xavier Colleter
- 1971 : Jean-Pierre Goasguen / Erwann Ropars
- 1972 : 1982 : pas de concours braz
- 1983 : Pascal Rode / Gilles Houez
- 1984 : Roland Becker / Hubert Raud
- 1985 : Roland Becker / Hubert Raud
- 1986 : Serge Riou / Loul Guedes
- 1987 : Serge Riou / Gilles Houez
- 1988 : Pascal Rode / René Louedec
- 1989 : Serge Riou / Loul Guedes
- 1990 : Arnaud Ciapolino / Thierry Jolivel
- 1991 : Olivier Lecuyer / Jean-Yves Herledan
- 1992 : Jean-Louis Henaff / Eric Henaff
- 1993 : Jean-Louis Henaff / Eric Henaff
- 1994 : Jean-Louis Henaff / Eric Henaff
- 1995 : Goulven Henaff / Stéphane Riou
- 1996 : Goulven Henaff / Stéphane Riou
- 1997 : Jean-Louis Henaff / Eric Henaff
- 1998 : Lionel Tanguy / Yannick Peron
- 1999 : Goulven Henaff / Stéphane Riou
- 2000 : Hervé Irvoas (fils) / Cédric Moign
- 2001 : Eric Quéméré / Loïc Denis
- 2002 : Goulven Henaff / Stéphane Riou
- 2003 : Steven Madec / Ronan Latry
- 2004 : Hervé Irvoas (fils) / Cédric Moign
- 2005 : Steven Madec / Ronan Latry
- 2006 : Steven Bodenes / Sylvain Hamon
- 2007 : Steven Madec / Ronan Latry
- 2008 : Christophe Jaouen / Yannick Peron
- 2009 : Steven Madec / Ronan Latry
- 2010 : Yannick Martin / Daniel Moign
- 2011 : Christophe Jaouen / Yannig Péron
- 2012 : Goulven Hénaff / Alexis Meunier
- 2013 : Damien Malardé / Xavier Bodériou
- 2014 : Goulven Hénaff / Alexis Meunier
- 2015 : Goulven Hénaff / Alexis Meunier
- 2016 : Goulven Henaff / Alexis Meunier
- 2017 : Goulven Henaff / Alexis Meunier
- 2018 : Goulven Henaff / Alexis Meunier
- 2019 : Goulven Henaff / Alexis Meunier
- 2020 : pas de concours cause Covid
- 2021 : Goulven Henaff / Alexis Meunier
- 2022 : Goulven Henaff / Alexis Meunier
- 2023 : Goulven Henaff / Alexis Meunier

- 2024 : Pêr Vari Kervarec / Brieuc Colléter

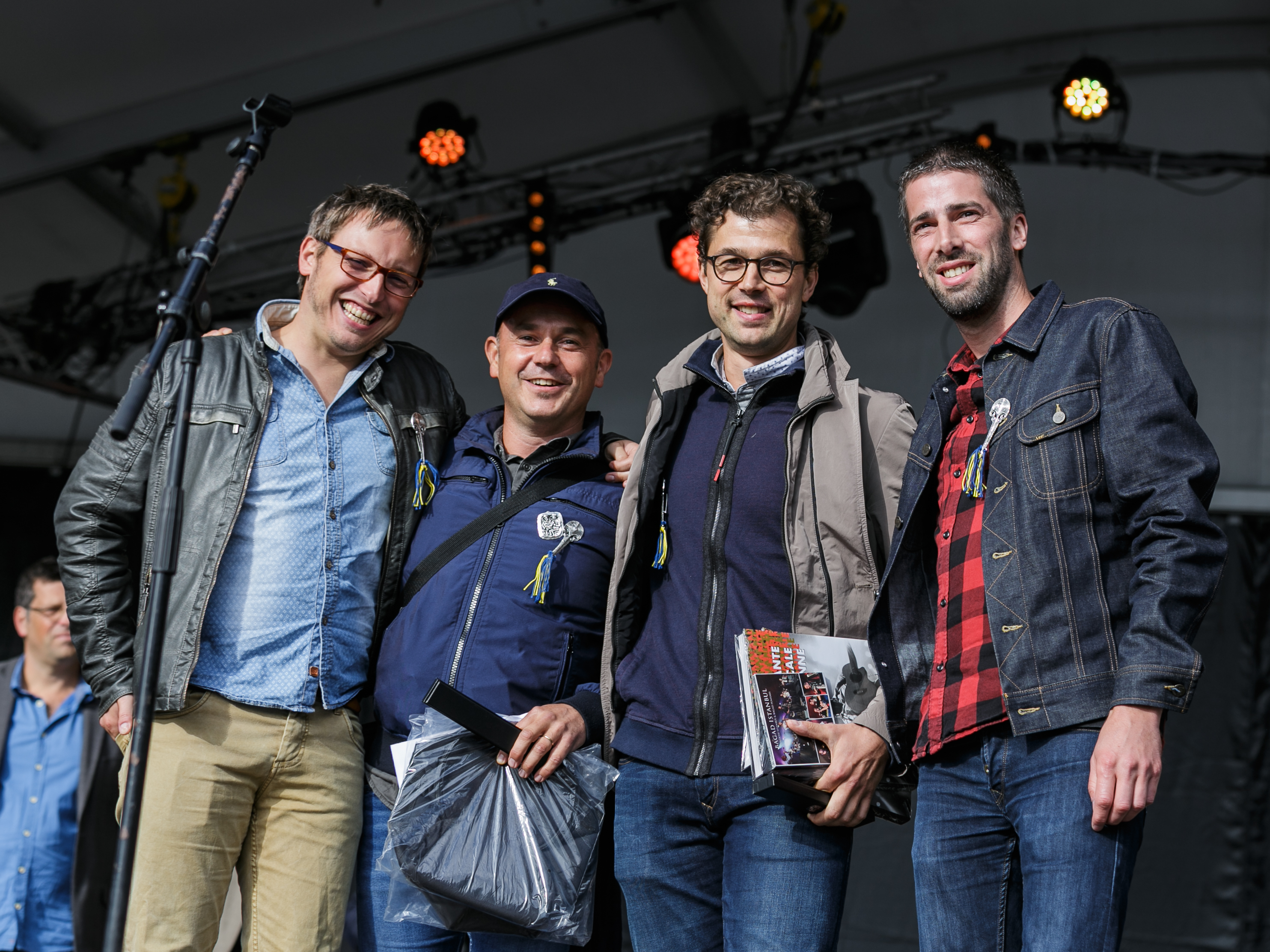
Julien Tymen, Goulven Henaff, Alexis Meunier, Michel Kerveillant.